# Vulturești (Olt)
Vulturești is een Roemeense gemeente in het district Olt.
Vulturești telt 2501 inwoners.